# Serra de Daró (kommunhuvudort)
Serra de Daró är en kommunhuvudort i Spanien.   Den ligger i provinsen Província de Girona och regionen Katalonien, i den östra delen av landet, 600 km öster om huvudstaden Madrid. Serra de Daró ligger 14 meter över havet och antalet invånare är 179.
Terrängen runt Serra de Daró är huvudsakligen platt, men åt nordost är den kuperad.Runt Serra de Daró är det tätbefolkat, med 356 invånare per kvadratkilometer. Närmaste större samhälle är Palafrugell, 14,5 km sydost om Serra de Daró. Trakten runt Serra de Daró består till största delen av jordbruksmark.